# ФК «Динамо» Москва в сезоне 1930
Сезон 1930 года — 8-й в истории футбольного клуба «Динамо» Москва.
В нем команда приняла участие в весеннем и осеннем чемпионатах Москвы.

## Общая характеристика выступления команды в сезоне
Перед началом сезона динамовцы лишились двух основных защитников: вернулся в Харьков Константин Фомин, а Николай Карпенко, получив тяжелейшую травму в одной из предсезонных игр, был вынужден завершить карьеру. Однако пришедшие им на смену Лев Корчебоков и Виктор Тетерин, отыгравшие в своем дебютном сезоне без замен, стали затем одной из сильнейших и известнейших пар защитников в предвоенном советском футболе. Завершал карьеру в этом сезоне и один из основоположников клуба Фёдор Чулков, после весеннего первенства уже не занимавший более места в воротах; пришедшие ему на смену Александр Квасников и Евгений Фокин также стали позднее одними из лучших вратарей страны.
В остальном состав стабилизировался — его целостность нарушали лишь травмы правого крайнего Макарова и вызовы в различные сборные Павлова, ставшего в этом сезоне одним из самых грозных бомбардиров.
Весеннее первенство вновь, как и в прошлом году, проходило только в «клубном зачёте» — система розыгрыша не позволяла адекватно определить сильнейшую среди первых команд. В своей подгруппе динамовцы заняли второе место (как «клубом», так и главной командой, уступив в принципиальном матче «Пищевикам» — правда, при этом сами «Пищевики», обыграв всех в первых командах, в «клубном зачёте» были лишь третьими, и, проиграв в стыковом матче за пятое место, заняли лишь шестое итоговое место). Команда «Динамо» же свой «стык» с командой из другой подгруппы — ЦДКА — выиграла (и первой командой, и «клубом»), заняв в итоге третье место.
Осеннее первенство динамовцы прошли ровно, без поражений, уверенно обыграв уже во втором туре «Пищевиков» (5:1), и во второй раз в своей истории выиграли первенство столицы.

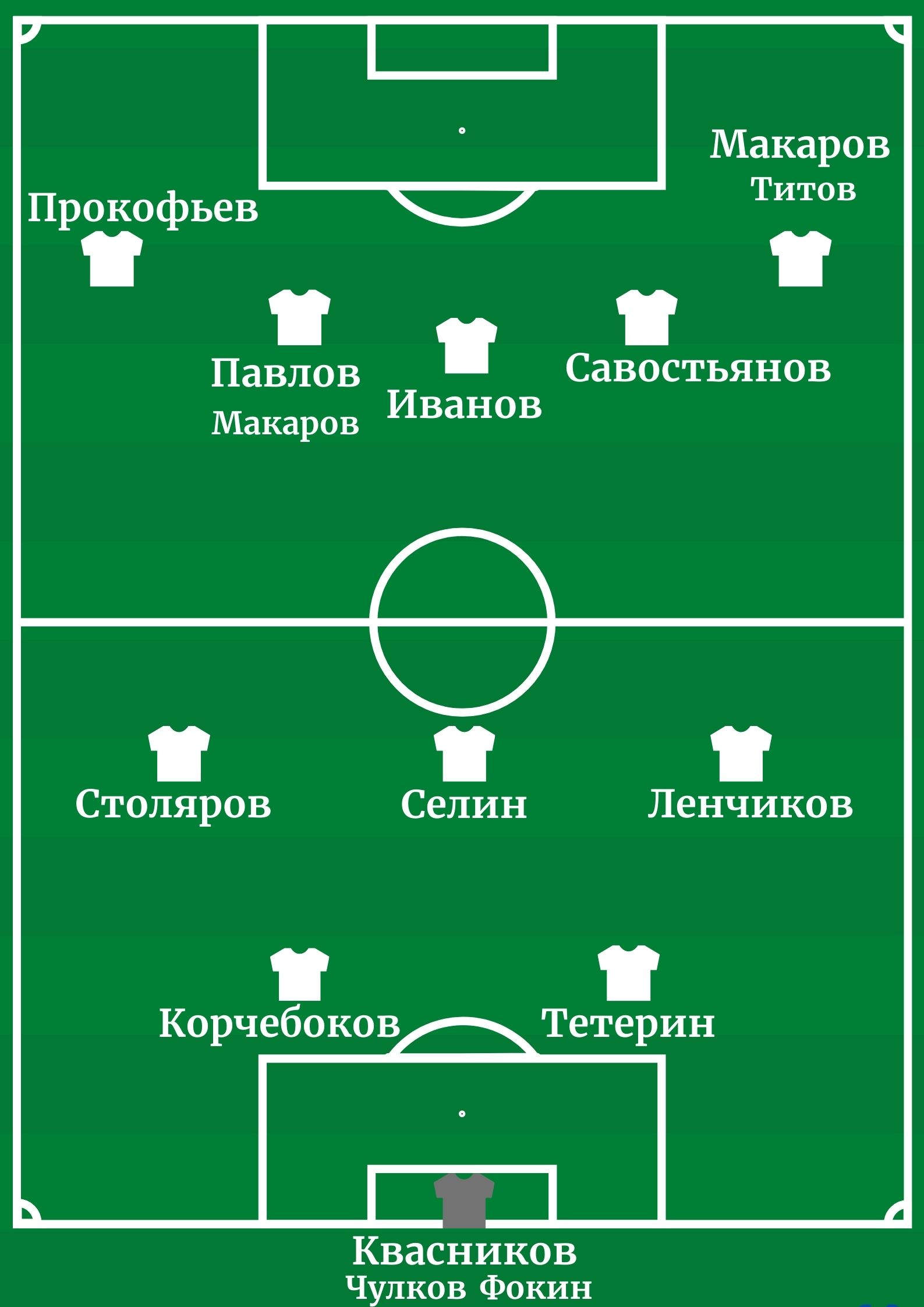

## Команда

### Состав
| Игрок               | Дата рождения   | Сезон в «Динамо» | Бывший клуб            |
| Вратари             | Вратари         | Вратари          | Вратари                |
| ------------------- | --------------- | ---------------- | ---------------------- |
| Фёдор Чулков        | 17 февраля 1898 | 8                | КФ «Сокольники»        |
| Александр Квасников | 6 декабря 1912  | 1                | «Динамо» (клубная)     |
| Евгений Фокин       | 25 октября 1909 | 1                | КЖД им.Ильича Подольск |
| Защитники           |                 |                  |                        |
| Лев Корчебоков      | 11 марта 1907   | 1                | «Динамо» (клубная)     |
| Виктор Тетерин      | [[ ]] 1906      | 1                | РКимА                  |
| Полузащитники       |                 |                  |                        |
| Иван Ленчиков       | 31 мая 1899     | 8                | КФ «Сокольники»        |
| Фёдор Селин         | 7 марта 1899    | 4                | «Трёхгорка»            |
| Алексей Столяров    | 5 марта 1905    | 3                | «Динамо» Ленинград     |
| Нападающие          |                 |                  |                        |
| Владимир Титов      | [[ ]] 1903      | 7                | «Динамо» (клубная)     |
| Алексей Макаров     | [[ ]] 1908      | 5                | «Динамо» (клубная)     |
| Николай Краснов     | [[ ]] 1899      | 3                | «Динамо» (клубная)     |
| Павел Савостьянов   | 14 июня 1904    | 2                | ЦДКА                   |
| Сергей Иванов       | 7 мая 1906      | 6                | «Динамо» (клубная)     |
| Василий Павлов      | 23 января 1907  | 4                | «Динамо» (клубная)     |
| Валентин Прокофьев  | 12 марта 1905   | 3                | «Пищевики»             |

### Изменения в составе
| Поз | Игрок               | Прежний клуб           |
| --- | ------------------- | ---------------------- |
| В   | Александр Квасников | «Динамо» (клубная)     |
| В   | Евгений Фокин       | КЖД им.Ильича Подольск |
| З   | Лев Корчебоков      | «Динамо» (клубная)     |
| З   | Виктор Тетерин      | РКимА                  |
| П   | Николай Краснов     | «Динамо» (клубная)     |

| Поз | Игрок            | Новый клуб                |
| --- | ---------------- | ------------------------- |
| В   | Сергей Савельев  | «Динамо» (клубная)        |
| З   | Константин Фомин | «Динамо» Харьков          |
| З   | Николай Карпенко | завершил карьеру (травма) |
| П   | Павел Коротков   | «Динамо» (клубная)        |
| П   | Александр Жидков | «Динамо» (клубная)        |
| П   | Пётр Мидлер      | «Динамо» (клубная)        |
| Н   | Владимир Куликов | «Динамо» Харьков          |

## Официальные матчи

### Чемпионат Москвы 1930 (весна)
Число участников — 8. Чемпионат разыгрывался между «клубными» командами с суммарным зачётом результатов для I, II, III, IV и V команд (при системе «победа —  3 очка, ничья —  2, поражение — 1, неявка — 0» для I команды очки умножались на 8, II — на 7, … V — на 4; — по сравнению с прошлым сезоном ценность игр главных команд была несколько повышена); при этом результат игры главных (I) команд мог не совпадать с общим итогом «клубного матча», по которому и определялось продвижение команд по турниру (игры в двух подгруппах по 4 команды с выходом на стыковые матчи). Таким образом, в турнире была невозможна (строго говоря) отдельная классификация главных команд.
В «клубном» зачёте победу одержала «Трёхгорка».
| 22 мая ЧМ 1(64) | «Динамо» Москва                  | 3:2     | «Пролетарская кузница»          | Москва                            |
| | - Прокофьев 25′ - Павлов 52′ 84′ | (отчёт) | - 18′ Помогаев - 63′ Шапошников | Стадион: «Динамо» Зрителей: 8 000 |
| «Динамо» Москва: Чулков - Корчебоков,Тетерин - Ленчиков, Селин , Столяров - Титов, Савостьянов, Иванов, Павлов, Прокофьев Пролетарская кузница: С.Москвин - С.Поляков, Тряскин - Зуев, Сигачёв , Путистин - Н.Васильев, Помогаев, В.Соколов, В.Орлов, Шапошников |                                  |         |                                 |                                   |

| 27 мая ЧМ 2(65) | «Динамо» Москва                                   | 6:3     | «Пролетарий»                            | Москва                                        |
| | - Павлов 18′ 41′ 82′ - Титов 49′ - Иванов 75′ 84′ | (отчёт) | - 76′ 83′ Н.Троицкий - 86′ (пен.) Гуров | Стадион: «Красный пролетарий» Зрителей: 5 000 |
| «Динамо» Москва: Чулков - Корчебоков,Тетерин - Ленчиков, Селин , Столяров - Титов, Савостьянов, Иванов, Павлов, Прокофьев «Пролетарий»: Глазунов - М.Соколов, Поляков - И.Овечкин, И.Артемьев , С.Артемьев - Харитонов, Гуров, Вас.Макаров, Н.Троицкий, Г.Артемьев (46' Грузинский) |                                                   |         |                                         |                                               |

| 4 июн ЧМ 3(66) | «Динамо» Москва              | 2:3     | «Пищевики»                           | Москва                                                 |
| | - Павлов 12′ - Прокофьев 18′ | (отчёт) | - 55′ Кривоносов - 58′ 62′ Г.Путилин | Стадион: им.Томского Зрителей: 10 000 Судья: А.Щелчков |
| «Динамо» Москва: Чулков - Корчебоков,Тетерин - Ленчиков, Селин , Столяров - Титов, Савостьянов, Иванов, Павлов, Прокофьев Пищевики: И.Филиппов - Ал.Старостин, Чернов - С.Егоров, Ан.Старостин, Леута - Н.Старостин (40' С.Бухтеев), Кривоносов, Исаков , Ал.Поляков, Г.Путилин - В подгруппе «А» среди главных команд у «Динамо» 2 место (после «Пищевиков»), в клубном зачёте — 2 место (после «Пролетарской кузницы»). |                              |         |                                      |                                                        |

| 11 июн ЧМ 4(67) Матч за 3 место | «Динамо» Москва                                              | 4:3     | ЦДКА                           | Москва                                               |
| | - Селин 21′ (пен.) - Прокофьев 51′ - Иванов 75′ - Павлов 87′ | (отчёт) | - 24′ 79′ Сеинов - 32′ С.Ильин | Стадион: «Динамо» Зрителей: 12 000 Судья: А.Богданов |
| «Динамо» Москва: Чулков - Корчебоков,Тетерин - Ленчиков, Селин , Столяров - Краснов, Савостьянов, Иванов, Павлов, Прокофьев · ЦДКА: В.Матвеев - Пчеликов , Халкиопов - Пахомов, Самороднов, Никишин - Староверов 40', Калмыков, Сеинов, Тюльпанов, С.Ильин - В клубном зачёте динамовцы проиграли и заняли 4 место |                                                              |         |                                |                                                      |

### Чемпионат Москвы 1930 (осень)
Число участников — 8. Чемпион — «Динамо» Москва.
Чемпионат разыгрывался по «круговой системе» в один круг.
| 25 авг ЧМ 1(68) | «Динамо» Москва               | 3:1     | КОР              | Москва                                            |
| | - Павлов 11′ 68′ - Иванов 55′ | (отчёт) | - 36′ Ал.Семёнов | Стадион: «КОР» Зрителей: 5 000 Судья: И.Слудников |
| «Динамо» Москва: Квасников - Корчебоков,Тетерин - Ленчиков, Селин , Столяров - Макаров, Савостьянов, Иванов, Павлов, Прокофьев КОР: Козлов - Бобрышев, Хрусталёв - Артёмов, С.Беляев, Майоров - Ал.Семёнов, Б.Дементьев, Загрядсков, П.Канунников, Ключарёв |                               |         |                  |                                                   |

| 4 сен ЧМ 2(69) | «Динамо» Москва                                             | 5:1     | «Пищевики»       | Москва                                                  |
| | - Макаров 11′ - Павлов 48′ - Иванов 50′ 55′ - Прокофьев 80′ | (отчёт) | - 35′ Ал.Поляков | Стадион: им.Томского Зрителей: 10 000 Судья: В.Васильев |
| «Динамо» Москва: Квасников - Корчебоков,Тетерин (с 46') - Ленчиков, Селин , Столяров - Макаров, Савостьянов, Иванов, Павлов, Прокофьев Пищевики: И.Филиппов - Ал.Старостин, П.Попов - Вик.Прокофьев, Ан.Старостин, Путилин - Н.Старостин , Кривоносов, Исаков, Ал.Поляков, Суходаев - Первый тайм динамовцы играли вдесятером без опоздавшего Тетерина |                                                             |         |                  |                                                         |

| 9 сен ЧМ 3(70) | «Динамо» Москва                                                             | 8:4     | РКимА                                                      | Москва                             |
| | - Павлов 12′ 28′ 81′ - Иванов 37′ 55′ - Прокофьев 39′ 80′ - Савостьянов 65′ | (отчёт) | - 15′ (пен.) 42′ К.Блинков - 34′ Бубенцов - 37′ Д.Максимов | Стадион: «Динамо» Зрителей: 15 000 |
| «Динамо» Москва: Квасников - Корчебоков,Тетерин - Ленчиков, Селин , Столяров - Титов, Савостьянов, Иванов, Павлов, Прокофьев РКимА: Холмогоров - Б.Аркадьев, К.Блинков - Яковлев, Ал.Коротков, Юшко - Д.Максимов, В.Блинков, Медведников, А.Лапшин, Бубенцов |                                                                             |         |                                                            |                                    |

| 14 сен ЧМ 4(71) | «Динамо» Москва                                             | 4:2     | «Пролетарская кузница»        | Москва                             |
| | - Савостьянов 16′ - Иванов 43′ - Павлов 68′ - Прокофьев 75′ | (отчёт) | - 8′ Шапошников - 30′ В.Орлов | Стадион: «Динамо» Зрителей: 12 000 |
| «Динамо» Москва: Квасников - Корчебоков,Тетерин - Ленчиков, Селин , Столяров - Макаров, Савостьянов, Иванов, Павлов, Прокофьев «Пролетарская кузница»: Москвин - С.Поляков, Эдельберг - Ноготков, Сигачёв , Путистин - Н.Васильев, Помогаев, В.Соколов, В.Орлов, Шапошников |                                                             |         |                               |                                    |

| 24 сен ЧМ 5(72) | «Динамо» Москва          | 2:2     | ЦДКА               | Москва                                           |
| | - Макаров 26′ (пен.) 57′ | (отчёт) | - 17′ 41′ Калмыков | Стадион: «ЦДКА» Зрителей: 8 000 Судья: В.Казаков |
| «Динамо» Москва: Квасников - Корчебоков,Тетерин - Ленчиков, Селин , Столяров ~80' - Титов, Савостьянов, Иванов, Макаров, Прокофьев · ЦДКА: Матвеев - Лясковский, Халкиопов - Пахомов (70' Староверов), В.Стрепихеев, Ал.Дёмин - Бочков, Калмыков, Сеинов, Тюльпанов , Ганшин |                          |         |                    |                                                  |

| 4 окт ЧМ 6(73) | «Динамо» Москва                              | 3:1     | «Пролетарий» | Москва                                               |
| | - Иванов 22′ - Савостьянов 32′ - Макаров 42′ | (отчёт) | - 38′ Гуров  | Стадион: «Динамо» Зрителей: 8 000 Судья: П.Никифоров |
| «Динамо» Москва: Фокин - Корчебоков,Тетерин - Ленчиков, Селин , Столяров - Макаров, Савостьянов, Иванов, Павлов, Прокофьев · «Пролетарий»: Глазунов - М.Соколов, Поляков - И.Овечкин, И.Артемьев , С.Артемьев - Грузинский, Гуров, В.Макаров, Н.Троицкий 43', Г.Артемьев - Игра была прекращена судьей на 43-й мин из-за отказа Н.Троицкого, удаленного с поля за оскорбление судьи, покинуть поле. Действия Троицкого поддержал капитан команды и весь коллектив «Пролетария». Дисциплинарная комиссия дисквалифицировала Н.Троицкого на год, команде «Пролетария» было вынесено строгое предупреждение. Результат матча был утвержден и игра не переигрывалась |                                              |         |              |                                                      |

| 9 окт ЧМ 7(74) | «Динамо» Москва | 1:1     | «Трёхгорка»                         | Москва                               |
| | - Иванов 75′    | (отчёт) | - 25′ Щегоцкий - 85'(пен.) Щегоцкий | Стадион: «Трёхгорка» Зрителей: 8 000 |
| «Динамо» Москва: Фокин - Корчебоков,Тетерин - Ленчиков, Селин , Столяров - Титов, Савостьянов, Иванов, Макаров, Прокофьев «Трёхгорка»: Леонов - Рущинский , В.Лапшин - Вик.Дубинин, Сушков, Аронов - Панин, В.Смирнов, Щегоцкий, Елисеев, А.Холин |                 |         |                                     |                                      |

#### Итоговая таблица
| М | Команда                | И | В | Н | П | Мячи    | ±   | О  |
| - | ---------------------- | - | - | - | - | ------- | --- | -- |
|   | «Динамо»               | 7 | 5 | 2 | 0 | 26 − 12 | +14 | 19 |
|   | ЦДКА                   | 7 | 4 | 2 | 1 | 21 − 10 | +11 | 17 |
|   | РКимА                  | 7 | 4 | 1 | 2 | 21 − 17 | +4  | 16 |
| 4 | КОР                    | 7 | 3 | 1 | 3 | 15 − 12 | +3  | 14 |
| 5 | «Пролетарская кузница» | 7 | 3 | 1 | 3 | 19 − 18 | +1  | 14 |
| 6 | «Трёхгорка»            | 7 | 2 | 3 | 2 | 14 − 17 | −3  | 14 |
| 7 | «Пролетарий»           | 7 | 1 | 1 | 5 | 9 − 22  | −13 | 10 |
| 8 | «Пищевики»             | 7 | 0 | 1 | 6 | 5 − 22  | −17 | 8  |

И — игры, В — выигрыши, Н — ничьи, П — проигрыши, Мячи — забитые и пропущенные голы, ± — разница голов, О — очки

## Товарищеские игры

#### Тур на Кавказ
| 30 апр ТМ 1 | «Динамо» Москва | 5:3     | «Прогресс» Баку | Баку |
|             |                 | (отчёт) |                 |      |

| 2 мая ТМ 2 | «Динамо» Москва | 2:1     | «Коммунальники» Баку | Баку |
|            |                 | (отчёт) |                      |      |

| 3 мая ТМ 3 | «Динамо» Москва | 1:1     | «Динамо» Баку | Баку |
|            | - Павлов? 74′   | (отчёт) | - 15′ Сорокин |      |

| 6 мая ТМ 4 | «Динамо» Москва | 4:2     | «Динамо»-2 Тифлис | Тифлис            |
|            |                 | (отчёт) |                   | Стадион: «Динамо» |

| 8 мая ТМ 5 | «Динамо» Москва | 3:1     | «Местран» Тифлис | Тифлис            |
|            |                 | (отчёт) |                  | Стадион: «Динамо» |

| 9 мая ТМ 6                                                                            | «Динамо» Москва                                | 3:5     | «Металлисты» Тифлис | Тифлис            |
|                                                                                       | - ? 1:1′ (пен.) - Прокофьев 2:3′ - Иванов 3:5′ | (отчёт) |                     | Стадион: «Динамо» |
| «Динамо» Москва: ... - Карпенко, ... - Ленчиков, ... - ..., Иванов, Павлов, Прокофьев |                                                |         |                     |                   |

| 11 мая ТМ 7 | «Динамо» Москва                           | 3:4     | «Динамо» Тифлис                                   | Тифлис            |
|             | - Иванов 8′ - Соколов 31′ - Прокофьев 75′ | (отчёт) | - 8′ Абашидзе - 35′ 72′ Сомов - 48′ (пен.) Аникин | Стадион: «Динамо» |

| 15 мая ТМ 8 | «Динамо» Москва | 1:2     | «Динамо» Ростов | Ростов-на-Дону    |
| |                 | (отчёт) |                 | Стадион: «Динамо» |
| «Динамо» Ростов: Лужинский; Булгаков, Коломацкий; Г.Жеромский, Крамшин, В.Жеромский; Подмарков, Урбанский, Курабо, Сапожников, Сердюков - В этом матче был тяжело травмирован Карпенко |                 |         |                 |                   |

#### Товарищеские матчи
| 8 мая ТМ 9 | «Динамо» Москва | 1:0     | «Динамо» Киев | Москва            |
|            | - Прокофьев     | (отчёт) |               | Стадион: «Динамо» |

| 14 июл ТМ 10 | «Динамо» Москва | 5:0     | «Динамо» Воронеж | Воронеж                                               |
| | - Макаров       | (отчёт) |                  | Стадион: «III Интернационала» Судья: Горячев (Москва) |
| «Динамо» Москва: Савельев - Корчебоков,Тетерин - Ленчиков, Столяров, Лебедев - Макаров, Куликов, Соколов, Жидков, Мидлер |                 |         |                  |                                                       |

| 18 июл ТМ 11 | «Динамо» Москва | 8:4     | Воронеж             | Воронеж                       |
| |                 | (отчёт) | - Авдеев - Аранович | Стадион: «III Интернационала» |
| «Динамо» Москва: ... - Корчебоков,Тетерин - ..., Столяров, ... - Макаров, Жидков, ... Воронеж: Уткин - Корнеев, Эктов - Союпов, Горбунов, Коршунов - Аранович, Авдеев, Недешев, Юрков, Халилов |                 |         |                     |                               |

## Статистика сезона

### Игроки и матчи

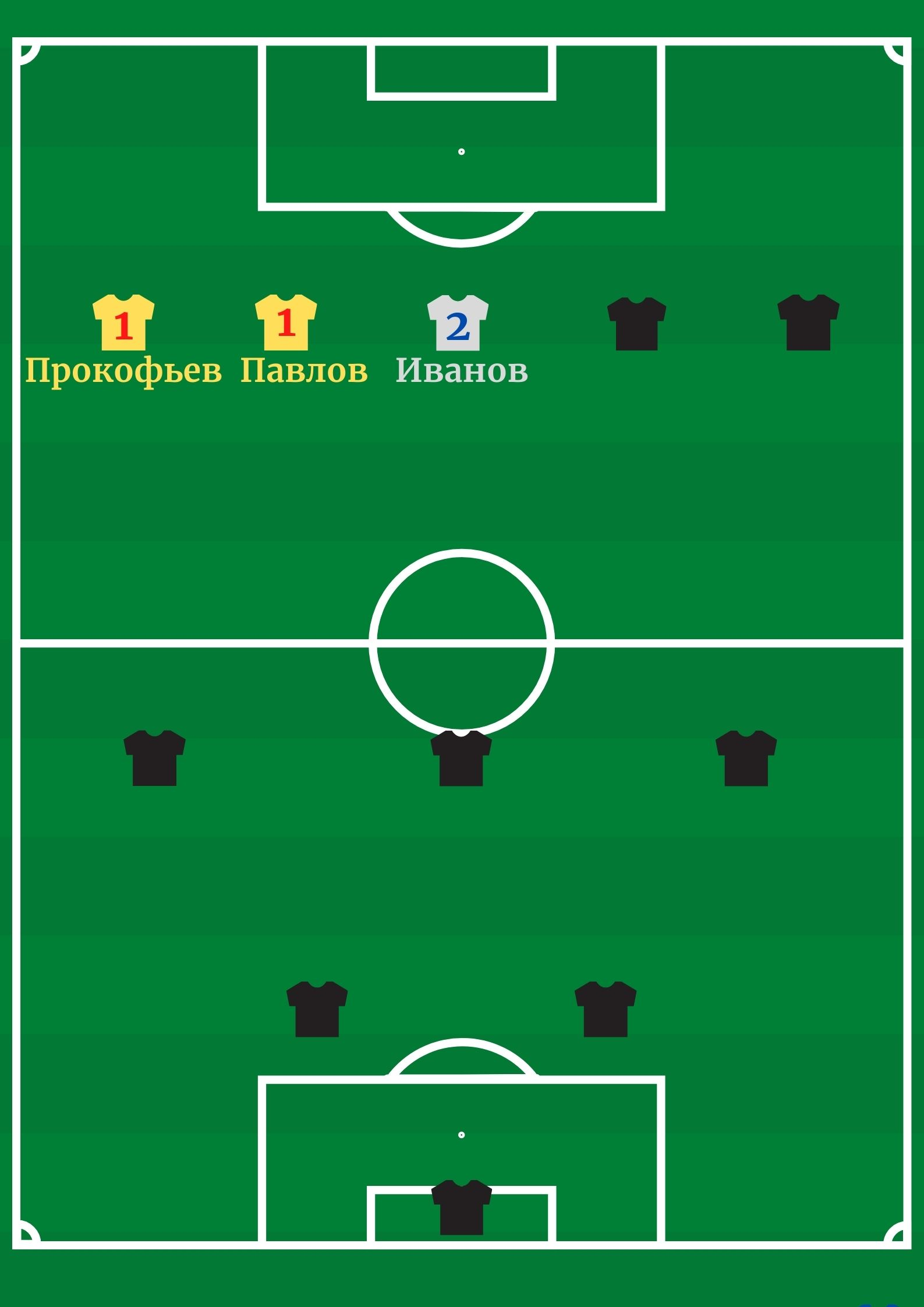
Динамовцы в списке 33 лучших футболистов

| Игрок               | Чемпионат Москвы | Чемпионат Москвы | Товарищеские матчи | Товарищеские матчи | Всего официальные матчи | Всего официальные матчи |
| Игрок               | Вышел на замену  | Гол              | Вышел на замену    | Гол                | Вышел на замену         | Гол                     |
| Вратари             | Вратари          | Вратари          | Вратари            | Вратари            | Вратари                 | Вратари                 |
| ------------------- | ---------------- | ---------------- | ------------------ | ------------------ | ----------------------- | ----------------------- |
| Фёдор Чулков        | 4                | (-11)            |                    |                    | 70                      | (-128)                  |
| Александр Квасников | 5                | (-10)            |                    |                    | 5                       | (-10)                   |
| Евгений Фокин       | 2                | (-2)             |                    |                    | 2                       | (-2)                    |
| Защитники           |                  |                  |                    |                    |                         |                         |
| Лев Корчебоков      | 11               |                  | 2                  |                    | 11                      |                         |
| Виктор Тетерин      | 11               |                  | 2                  |                    | 11                      |                         |
| Полузащитники       |                  |                  |                    |                    |                         |                         |
| Иван Ленчиков       | 11               |                  | 2                  |                    | 85                      |                         |
| Фёдор Селин         | 11               | 1                |                    |                    | 29                      | 6                       |
| Алексей Столяров    | 11               |                  | 2                  |                    | 29                      |                         |
| Нападающие          |                  |                  |                    |                    |                         |                         |
| Владимир Титов      | 7                | 1                |                    |                    | 42                      | 12                      |
| Алексей Макаров     | 6                | 4                | 2                  | 1                  | 37                      | 13                      |
| Николай Краснов     | 1                |                  |                    |                    | 9                       |                         |
| Павел Савостьянов   | 11               | 3                |                    |                    | 24                      | 8                       |
| Сергей Иванов       | 11               | 11               | 2                  | 2                  | 66                      | 72                      |
| Василий Павлов      | 8                | 14               | 1                  |                    | 26                      | 36                      |
| Валентин Прокофьев  | 11               | 7                | 3                  | 3                  | 32                      | 16                      |

| Турнир            | Игрок         | Вышел на замену | Игрок         | Гол |
| ----------------- | ------------- | --------------- | ------------- | --- |
| Официальные матчи | Иван Ленчиков | 85              | Сергей Иванов | 72  |
| Чемпионат Москвы  | Иван Ленчиков | 74              | Сергей Иванов | 60  |

Достижения в сезоне
- Фёдор Чулков и Иван Ленчиков выступали во всех 8 сезонах «Динамо»
- Иван Ленчиков играл в каждом из 85 официальных матчей «Динамо»
- Василий Павлов сделал в сезоне два «хет-трика»